# Günter Tamme
Günter Tamme (Bautzen, 12 de maio de 1937) é um matemático alemão. Trabalha com geometria algébrica, geometria algébrica aritmética e teoria dos números algébrica.
Tamme obteve um doutorado em 1967 na Universidade de Hamburgo, orientado por Helmut Hasse, com a tese Die Struktur algebraischer Funktionenkörper vom Geschlecht 2 mit zerfallender Multiplikatorenalgebra. É professor emérito da Universidade de Regensburgo.

## Obras
- Introduction to Étale Cohomology. Springer, Universitext, 1994, ISBN 3540571167
- Einführung in die étale Kohomologie. Regensburger Trichter Bd.17, 1979